# 2001 في الأوروغواي
فيما يلي قوائم الأحداث التي وقعت خلال عام 2001 في الأوروغواي.

## أفلام
من الأفلام التي صدرت هذه السنة في الأوروغواي:
- 1 يناير – 25 واط من إخراج Juan Pablo Rebella [الإنجليزية]‏، Pablo Stoll [الإنجليزية]‏.

## مواليد

### فبراير
- 3 فبراير – فاكوندو ميلان

## وفيات

### مايو
- 8 مايو – لويس ريخو (مواليد 1927) لاعب كرة قدم أوروغواياني.
- 14 مايو – إتوري بوريتشيلي (مواليد 1916) لاعب كرة قدم إيطالي.

### يوليو
- 19 يوليو – غوما زورييا (مواليد 1919)